# ماثيو دوبسون
ماثيو دوبسون (بالإنجليزية: Matthew Dobson)‏ هو لاعب اتحاد الرغبي جنوب أفريقي، ولد في 16 ديسمبر 1986 في بيترماريتزبرغ في جنوب أفريقيا.

## وصلات خارجية
- ماثيو دوبسون على موقع ItsRugby.co.uk (الإنجليزية)